# Martyringa latipennis
Martyringa latipennis är en fjärilsart som beskrevs av Walsingham 1882. Martyringa latipennis ingår i släktet Martyringa och familjen plattmalar. Inga underarter finns listade i Catalogue of Life.